# 德川家綱
德川家綱（日语：〔〕／ Tokugawa Ietsuna，1641年9月7日—1680年6月4日），日本江戶幕府第四代將軍。他是三代將軍德川家光的长男，母親是側室阿樂之方（寶樹院），幼名為竹千代。御台所為伏見宮貞清親王的女兒淺宮顯子女王。據說家綱的智力不高。
慶安4年（1651年），家光48歲去世，當時才10歲的家綱，在江戶城中接受了將軍宣下。自從家綱以後，將軍宣下這個儀式改在江戶進行。
家光去世後，發生浪人暴亂未遂事件（慶安事件），社會動盪不安，不過，由於叔父保科正之和大老酒井忠勝、老中松平信綱、阿部忠秋的輔佐，才化解了這個事件。家綱任職29年之間，將幕府機構整備得更加完善，下令禁止殉死，並將父親家光的武力政治改為文治政治。
晚年幕府財政惡化，由於家綱天生身體虛弱，時常臥病在床，造成大老酒井忠清專制，幕府威勢逐漸減弱。延寶8年（1680年），因病去世，享年40歲，沒有子嗣，酒井忠清想效仿源實朝死後讓皇室的人繼任將軍，因此打算擁立有栖川宮幸仁親王做將軍，不過，由於家臣堀田正俊的規勸，才讓家光最小的兒子德川綱吉繼承將軍職位。家綱葬在上野寬永寺，法號嚴有院。
在家綱生前，曾經有意讓長弟甲府25萬石藩主德川綱重繼承將軍職，並沒有想到要讓排列在綱重後的么弟綱吉繼承，但因綱重在延寶6年（1678年）年去世，因此改由綱吉繼承將軍。

## 家族

### 妻妾
- 御台所：淺宮顯子女王（高巖院）
- 側室：於振之方（養春院）
- 側室：於滿流之方（元明院）

### 養子女
- 養子：德川綱吉
- 養女：直姬（德川光友和德川千代姬的女兒）

## 登場作品
小說
- 江戸一新（中央公論新社、門井慶喜著）

電影
- 影之軍團 服部半蔵（日语：影之軍團 服部半蔵）（1980年、東映、演：上田孝則）
- 魔界轉生（1980年、東映、演：松橋登）
- 大奧十八景（日语：大奧十八景）（1986年、東映、演：青井輝彥）
- 必殺4 恨みはらします（日语：必殺4 恨みはらします）（1987年、松竹、演：中村錦司）
- 將軍家光的狂心碰撞（日语：將軍家光的狂心碰撞）（1989年、東映、演：茂山逸平）
- 江戸城大亂（日语：江戸城大亂）（1991年、東映、演：金田賢一）
- 魔界轉生（2003年、東映、演：高山澪諒）
- 天地明察（2012年、角川映畫/松竹 、演：染谷將太）

影視劇
- 大奧（1968年、富士電視台、演：津川雅彥）
- 最後的樅木（日语：最後的樅木）（1970年、NHK大河劇、演：田村亮）
- 徳川の夫人たち（日语：徳川の夫人たち）（1974年、富士電視台獅王奥様劇場、演：白石幸長（日语：白石幸長））
- 服部半蔵 影之軍團（日语：服部半蔵 影之軍團）（1980年、關西電視台、演：上田孝則）
- 影之軍團III（日语：服部半蔵_影の軍団#影の軍団III）（1982年、關西電視台、演：堀光昭）
- 大奧（1983年、關西電視台、演：池田直人→田中健）
- 風雲江戸城 怒涛の将軍徳川家光（日语：風雲江戸城 怒涛の将軍徳川家光）（1987年、新春12點時代劇、演：福原學（日语：福原學））
- 長七郎江戸日記（日语：長七郎江戸日記）（1989年 - 1990年、日本電視台、演：若菜孝史（日语：若菜孝史））
- 天下の副将軍水戸光圀 徳川御三家の激闘（日语：天下の副将軍水戸光圀 徳川御三家の激闘）（1992年、新春12點時代劇、演：下元年世（日语：下元年世））
- 元祿繚亂（1999年、NHK大河劇、演：堀內正美）
- 大奧-第一章（2004年、富士電視台、演：笠原織人）
- 大奧-華之亂（2005年、富士電視台、演：清家三彦）
- 大奧～誕生【有功·家光篇】（2012年、TBS、演：幼少期 - 河野百花（日语：河野百花） / 少女期 - 庵原涼香（日语：庵原涼香））※男女逆轉設定

漫畫
- 大奧（白泉社、吉永史著）※男女逆轉設定
- 卡姆列傳第二部（長編劇畫、白土三平、岡本鉄二著）

| 德川家綱                           |                                                     |                                    |
| 官衔                               |                                                     |                                    |
| 空缺上一位持有相同頭銜者：德川家光 | 內大臣 （武家官位） 1651年9月10日－1653年9月1日     | 空缺下一位持有相同頭銜者：德川綱吉 |
| 空缺上一位持有相同頭銜者：德川秀忠 | 右大臣 （武家官位） 1653年9月1日－1680年6月4日      | 空缺下一位持有相同頭銜者：德川綱吉 |
| 军职                               |                                                     |                                    |
| 前任： 德川家光                    | 右近衛大將 （武家官位） 1651年9月10日－1680年6月4日 | 繼任： 德川綱吉                    |
| 前任： 德川家光                    | 征夷大將軍 1651年9月10日－1680年6月4日              | 繼任： 德川綱吉                    |
| 貴族爵位和頭銜                     |                                                     |                                    |
| 前任： 德川家光                    | 德川將軍家第4代當主 1651年－1680年                  | 繼任： 德川綱吉                    |
| 前任： 德川家光                    | 源氏長者 1651年－1680年                             | 繼任： 德川綱吉                    |